# Uræus

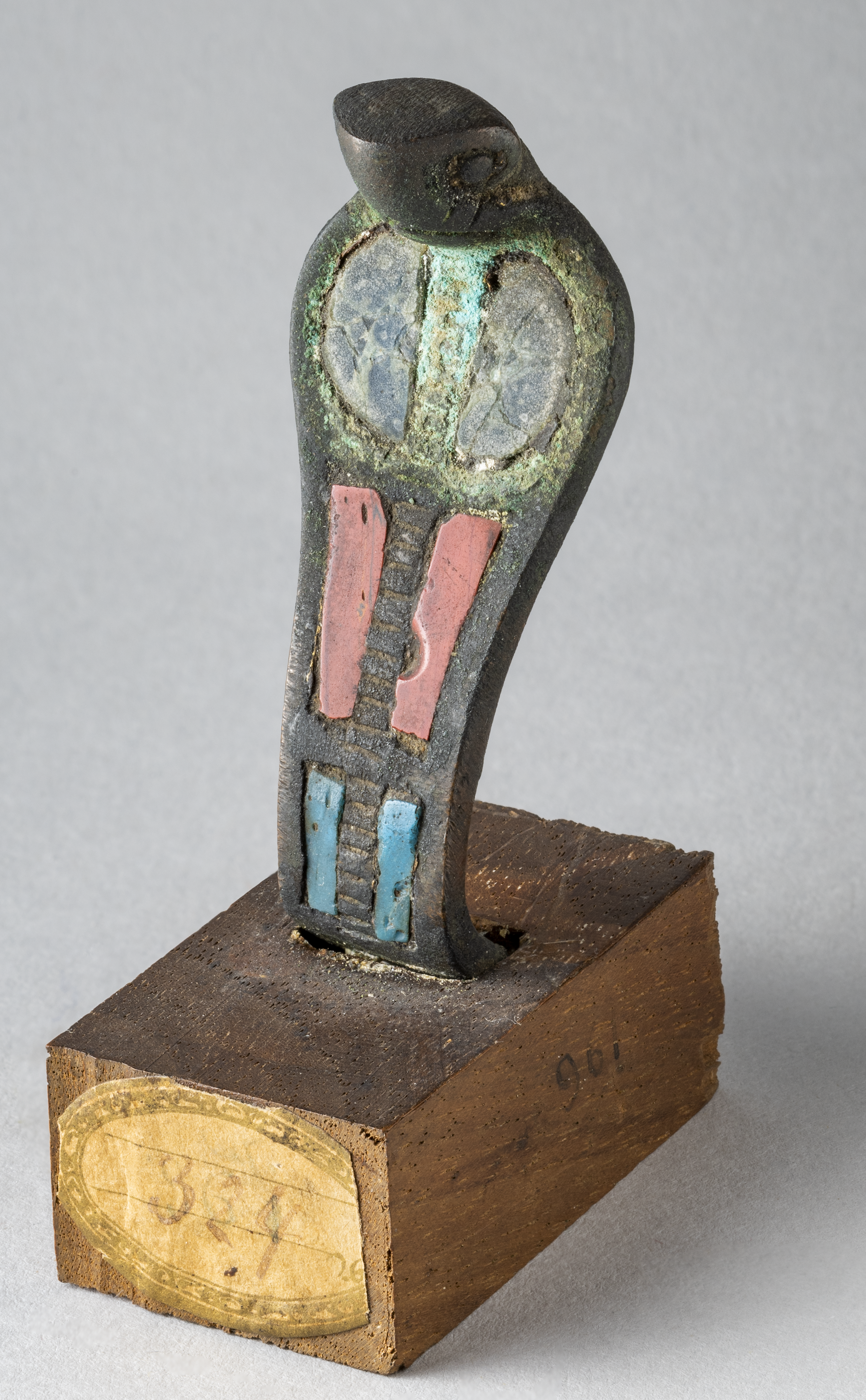
Uræus de la Basse Époque

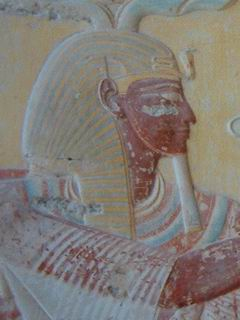
Pharaon portant l'uræus, le némès et la barbe postiche.

| I12 |

| I12 |

Dans l'antiquité égyptienne, l'uræus (prononciation : [y.ʁe.ys]) est le cobra femelle qui a pour fonction de protéger le pharaon contre ses ennemis. C'est également une puissante déesse, principalement incarnée par Ouadjet (cobra de Bouto). La déesse Ouret-Hékaou (serpent, ou lionne) la personnifie aussi.
Dans la mythologie égyptienne, l'uræus est encore l'œil de Rê (et sa fille), soit une déesse solaire. On le retrouve la plupart du temps représenté sur la coiffe de pharaon dont il est l'un des attributs. Généralement dressé sur le front, l'uræus peut aussi orner multiplement la couronne et les bandeaux royaux (voir le buste de Néfertiti, Ägyptisches Museum). Il est parfois représenté gravé en relief sur les murs des temples funéraires.
Le terme uræus est dérivé du grec ancien οὐραῖος / ouraîos (« caudal »), via le latin, mais le nom égyptien est iaret (en transcription traditionnelle : jˁr.t), « le cobra dressé ».
Sur les coiffes pharaoniques, Ouadjet est souvent associée à la déesse vautour Nekhbet. 